# Lake Waingata
Der Lake Waingata ist ein Dünensee im Kaipara District der Region Northland auf der Nordinsel von Neuseeland.

## Geographie
Der Lake Waingata befindet sich im südöstlichen Teil der Landzunge, die von Norden her den Kaipara Harbour von der Tasmansee trennt. Der See gehört dort zu einer Gruppe von Seen, die sich in einer Nordnordwest-Südsüdost-Linie aneinanderreihen. Direkt nordnordwestlich angrenzend ist in einem Abstand von 140 m der Lake Rotokawau zu finden und in südsüdwestlicher Richtung nach rund 590 m der Lake Kanono.
Der 11,7 Hektar große Lake Waingata erstreckt sich über eine Länge von rund 600 m in Südwest-Nordost-Richtung und misst an seiner breitesten Stelle rund 250 m in Nordwest-Südost-Richtung. Die Uferlinie des Sees zieht sich über eine Länge von rund 1,47 km hin.
Zu- und Abflüsse des Sees sind nicht erkennbar.